# کورمونتیبو
کورمونتیبو (به فرانسوی: Cormontibo) یک منطقهٔ مسکونی در فرانسه است که در گویان فرانسه واقع شده‌است. کورمونتیبو ۵۴ نفر جمعیت دارد و ۳۴۷ متر بالاتر از سطح دریا واقع شده‌است.